# (433) Éros
Pour les articles homonymes, voir Éros (homonymie).
(433) Éros est un astéroïde du système solaire. Il a été découvert le 13 août 1898 par Auguste Charlois et Carl Gustav Witt, de façon indépendante, et nommé d'après la divinité de l'amour de la mythologie grecque.
Son orbite l'amène périodiquement très près de la Terre : il a un périhélie de 1,1 UA et est donc un astéroïde géocroiseur, catégorie plutôt vaste qui inclut les astéroïdes dont les orbites approchent ou croisent celle de la Terre ; plus particulièrement, Éros est typique d'un astéroïde Amor. Du point de vue chimique, il est composé principalement de silicates, ce qui le classe parmi les astéroïdes de type S.
Éros a une forme irrégulière avec des dimensions de 34,4 × 11,2 × 11,2 km. Il possède un rétrécissement central caractéristique : vu depuis ses pôles, il ressemble à une banane ou une cacahuète. Sa masse est de 6,687 × 1015 kg, soit environ un dix-millionième de la masse lunaire. Sa surface, de couleur brun doré, apparaît fortement cratérisée : les portées de ses plus grands cratères sont de dimensions comparables aux dimensions d'Éros lui-même. Les images à haute définition révèlent la présence d'une couche de régolithe couvrant l'ensemble d'Éros sur une épaisseur estimée entre 10 et 100 m.
Parmi les objets du système solaire de sa taille, Éros fut le plus observé. Historiquement, ses observations ont été déterminantes dans le calcul de la parallaxe solaire (et par conséquent dans la détermination de la valeur de l'unité astronomique), et dans le calcul de la masse du système Terre-Lune. Il est le premier astéroïde autour duquel fut placée en orbite une sonde spatiale, la sonde NEAR Shoemaker de la NASA. Après s'être placée en orbite le 14 février 2000, la sonde se pose un an plus tard, le 12 février 2001, sur la surface de l'astéroïde, et y effectue une analyse chimique du sol.

## Observation
Éros est un petit corps moyennement brillant, qui conserve pendant des périodes de plusieurs années une magnitude apparente située entre +12 et +15. Au cours de ses approches périodiques de la Terre (environ dix fois par siècle), à l'opposition il peut atteindre une magnitude aussi élevée que +8 ou +9. Lors d'oppositions plus rares, qui se produisent tous les 81 ans — la dernière a eu lieu en 1975 et la prochaine aura lieu en 2056 —, Éros atteint une magnitude de +7,1, devenant alors plus lumineux que Neptune ou que les astéroïdes de la ceinture principale, exception faite de (4) Vesta, ou plus rarement de (2) Pallas et (7) Iris.
À l'opposition, l'astéroïde semble s'arrêter, mais, contrairement à ce qui se passe normalement pour tout corps héliocentrique en conjonction avec la Terre, son mouvement apparent ne devient jamais rétrograde. À l'époque de sa découverte, Éros était le seul objet hormis la Terre à présenter ce comportement, mais qui plus tard fut observé sur d'autres astéroïdes géocroiseurs. Sa période synodique, de 845 jours terrestres, est l'une des plus longues parmi celles observées sur les petits corps du Système solaire.

## Historique des observations

### Découverte

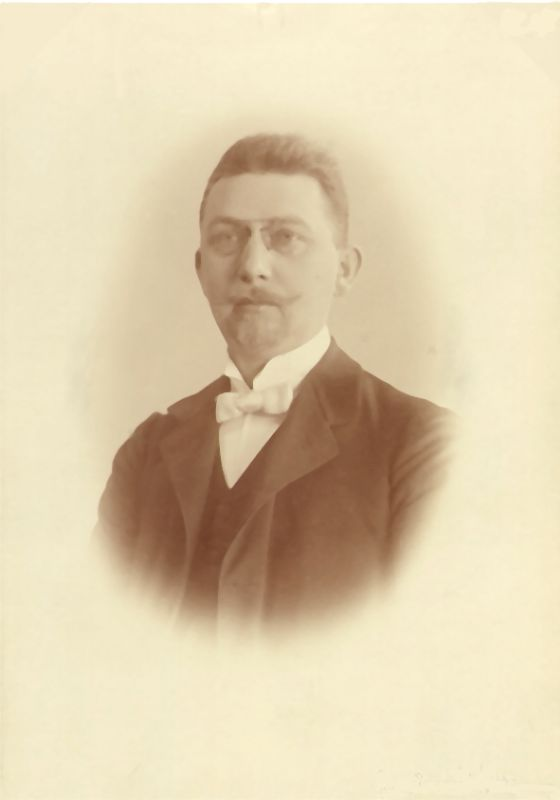
Carl Gustav Witt, découvreur d’Éros.

La découverte d'Éros a été attribuée à l'astronome allemand Carl Gustav Witt, qui le photographia la nuit du 13 août 1898 depuis l'observatoire berlinois de l'association astronomique Urania (Urania Sternwarte Berline), comme un objet de magnitude +11, alors qu'il effectuait des calculs astrométriques de précision sur la position de l'astéroïde (185) Eunice, obtenant après une exposition de deux heures, une image d'une zone centrée sur l'étoile β Aquarii. Cependant, des images de l'astéroïde furent également recueillies la même nuit par l'astronome français Auguste Charlois à l'Observatoire de Nice, mais ces données ne furent publiées par Charlois que quelques jours seulement après celles de Witt : alors qu'on blâma Charlois pour le retard qu'il prit dans la publication de ses résultats, il fut en effet critiqué pour ne pas avoir contrôlé les plaques photographiques dans les jours qui suivirent immédiatement la nuit de leur exposition — car le 14 août tombait un dimanche, et le 15 étant férié — la cause du retard fut probablement due à un problème technique du télescope, qui avait échoué à annuler l'effet du mouvement de la Terre, produisant ainsi des images moins nettes. La prise de conscience de ces circonstances, en 2002, font que la découverte par l'astronome français est aujourd'hui reconnue comme indépendante.
En moins de deux semaines, Adolf Berberich calcula une orbite préliminaire, ce qui lui permit de constater le caractère unique de l'astéroïde par rapport à tous les autres connus alors : au périhélie, l'objet se situait en effet au niveau de l'orbite de Mars. Des observations ultérieures, couplées à la détection d'images de prédécouvertes recueillies par l'Observatoire de l'université Harvard remontant à 1893, ont permis de déterminer l'orbite avec plus de précision et de découvrir que l'astéroïde s'était approché de la Terre en 1894 et qu'on avait ainsi découvert le premier astéroïde géocroiseur.
Le nom d'Éros fut choisi par Witt et Berberich en référence au dieu grec de l'Amour, brisant la tradition qui avait jusque-là vu affecter des noms uniquement féminins aux astéroïdes.

### Campagnes d'observations

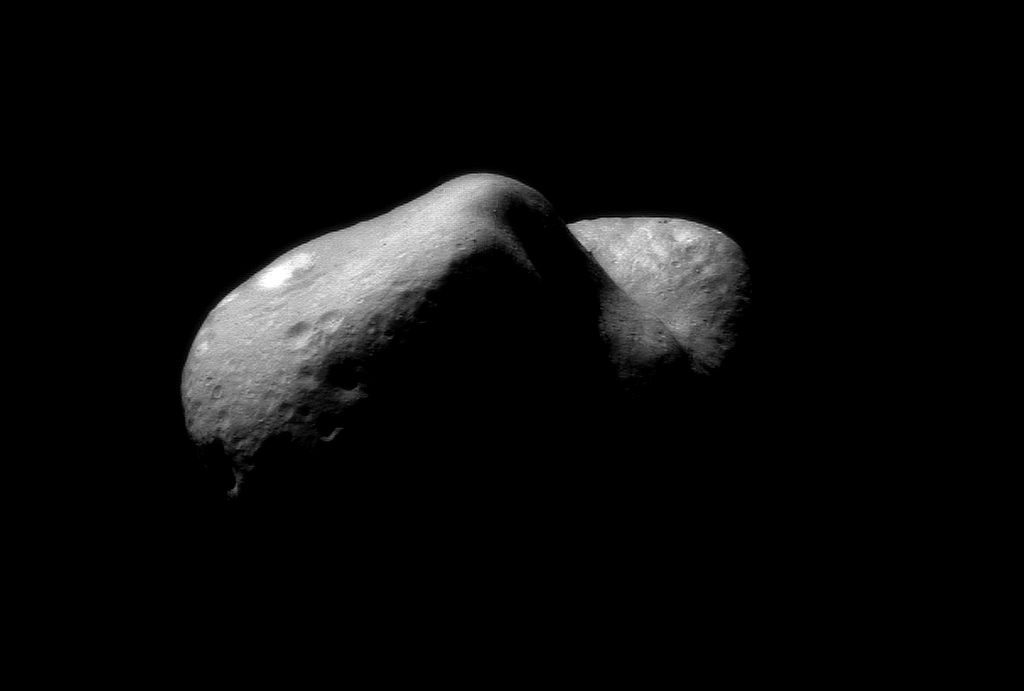
Une autre image d'Éros prise de la sonde NEAR Shoemaker.

Lors de certaines approches périodiques d'Éros près de la Terre, qui constituent des conditions d'observation particulièrement favorables, l'astéroïde a fait l'objet de campagnes d'observations ciblées — y compris d'envergure internationale. La première a eu lieu pendant l'exercice biennal 1900-1901. À cette occasion, le Comité International Permanent pour l'Exécution Photographique de La Carte du Ciel a élaboré un plan de travail — impliquant la collaboration de 58 observatoires de différents pays — afin de mesurer la parallaxe solaire (et donc de déterminer la distance moyenne de la Terre au Soleil, à savoir l'unité astronomique) grâce à des mesures de la position d'Éros.
En tirant parti du fait que l'astéroïde était à l'opposition (en date du 30 octobre 1900), les astronomes ont procédé en mesurant l'angle entre Éros et les différents points d'observation sur Terre. La distance de l'astéroïde à la Terre a ensuite été déterminée par des calculs trigonométriques simples : en fait, les mesures ont permis de connaître les valeurs des angles intérieurs du triangle ayant pour sommets l'astéroïde et, par exemple, deux points sur la Terre (la longueur de la distance entre les deux points sur Terre était aussi connue). Les astronomes ont ensuite examiné le triangle ayant pour sommets la Terre, le Soleil et l'astéroïde Éros : la distance Terre-astéroïde a été mesurée ; ensuite, en tenant compte de la période orbitale d'Éros, la distance Soleil-astéroïde peut être déduite de la deuxième loi de Kepler ; on peut dès lors déterminer la distance moyenne de la Terre au Soleil, ce qui donne une valeur de 149 504 000 km (la valeur obtenue par le biais de mesures radar modernes est de 149 597 870,66 km). Les résultats ont été publiés par Arthur Robert Hinks en 1910. La méthode peut en principe être utilisée avec n'importe quel troisième corps, cependant, afin que les mesures angulaires soient les plus précises possibles, il est nécessaire que le troisième corps soit proche de la Terre. D'où l'intérêt qu'il y a à effectuer ces calculs en exploitant les données issues de l'observation de l'astéroïde Éros,,.
Une deuxième campagne internationale pour parvenir à une meilleure approximation de la parallaxe solaire a été organisée en 1930-1931 par la Commission Solar Parallax de l'Union astronomique internationale. À cette occasion, l'astéroïde atteignit une distance d'environ 0,178 UA de la Terre, beaucoup plus faible que la fois précédente. Les résultats furent publiés dans les années 1941 par Harold Spencer Jones.

Animation de la rotation de 433 Éros.

En 1901, l'astronome français Charles André avait également enregistré des variations périodiques de la luminosité d'Éros et avait proposé que l'objet puisse être constitué de deux noyaux en forme d'« haltère »,. En 1931, les astronomes sud-africains van den Bos et Finsen décrivirent la forme de l'astéroïde « comme un huit », ils mesurèrent la période de révolution à 5 heures et 17 minutes et estimèrent le diamètre à 23 km (assez proche de la valeur actuelle de 21 km). À cette époque furent également analysées les courbes de lumière d'Éros afin de déterminer la période de rotation et la direction de l'axe de rotation de l'astéroïde.
L'orbite suivie par l'astéroïde le rend particulièrement adapté à la détermination de la masse du système Terre-Lune, en évaluant les changements produits sur son mouvement lors des rencontres rapprochées dudit système. En fait, l'orbite de chaque objet se déplaçant autour du Soleil est perturbée par l'action gravitationnelle des planètes majeures. Parce qu'il est possible de déterminer la masse d'une planète en comparant l'orbite réelle d'un objet donné avec celle que prévoit pour le même objet la mécanique képlérienne, l'orbite parcourue par l'objet doit être connue avec une précision suffisante et les perturbations engendrées par l'action gravitationnelle de la planète doivent être d'une intensité appréciable. En effet, tenant compte du fait que ces perturbations sont inversement proportionnelles au carré de la distance, il est nécessaire que l'objet s'approche suffisamment de la planète pour laquelle on souhaite déterminer la masse. Éros satisfait à ces deux exigences, puisque parmi les objets du Système solaire de sa taille, il a été le plus étudié,. Il est observable depuis la Terre à chaque point de son orbite et s'approche périodiquement de notre planète.
Eduard Noteboom, en 1921, fut le premier à effectuer de tels calculs, basés sur des observations réalisées sur la période 1893-1914 ; Witt les répéta en 1933, à partir d'observations sur une période plus longue, allant de 1893 à 1931. Enfin, une troisième valeur a été proposée par Eugène Rabe en 1950, en utilisant les observations reçues sur la période 1926-1945, et qui fut révisée en 1967 par Rabe lui-même et Mary Parmenter Francis. Par la suite, afin d'améliorer encore l'estimation de la masse du système Terre-Lune, il fut plus aisé d'utiliser des sondes spatiales,.

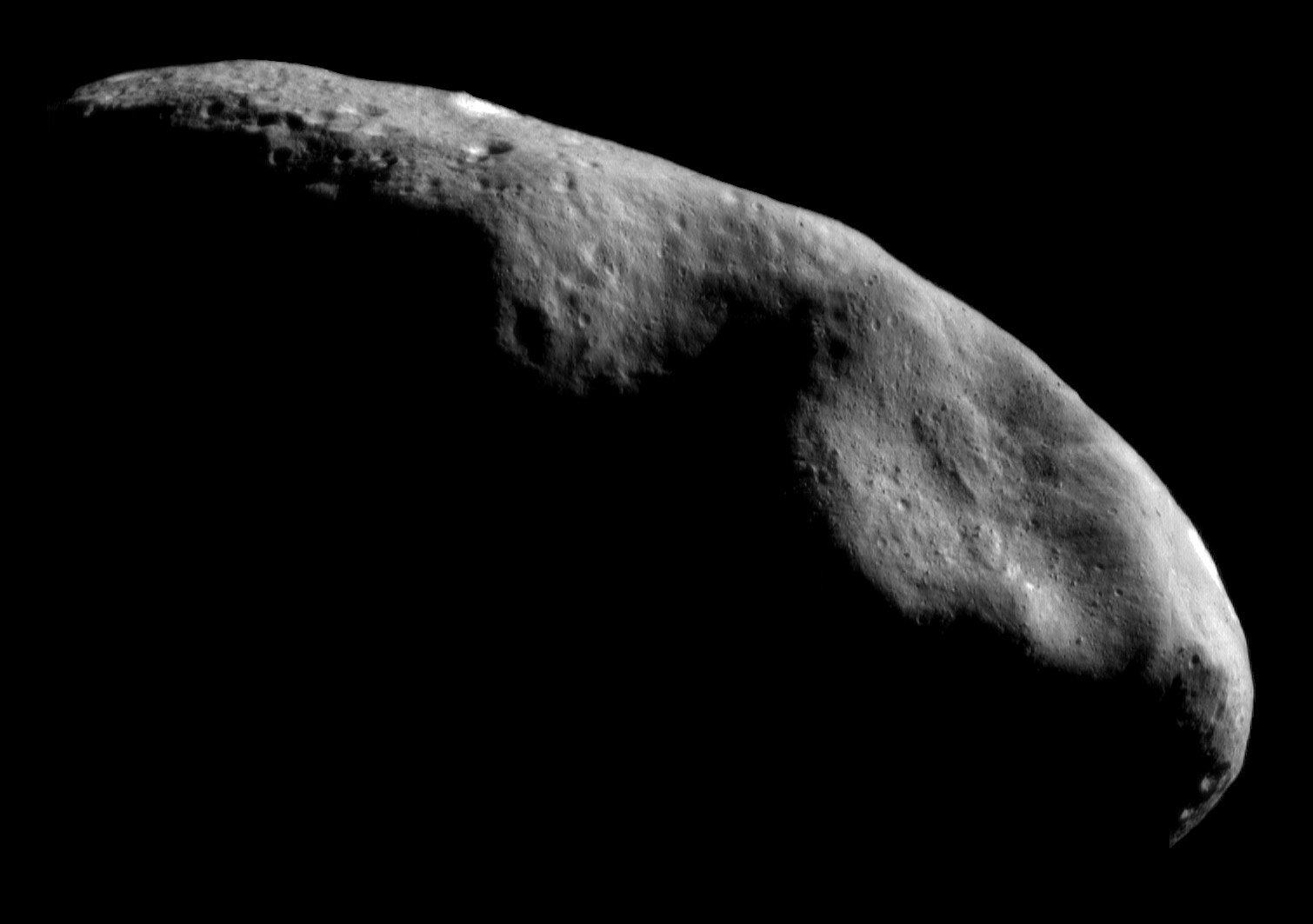
L'hémisphère sud de Éros prise par la sonde NEAR Shoemaker.

L'astéroïde fit l'objet d'une troisième campagne d'observations sur la période 1974-1975, à l'occasion d'une approche de la Terre particulièrement intéressante, dont les résultats ont été publiés en mai 1976 dans la revue Icarus. Éros a été observé dans l'infrarouge, au radar et dans le visible ; les astronomes ont pu ainsi estimer son albédo (0,19 ± 0,01), sa taille (13 × 15 × 36 km), sa période de rotation (5 heures 16 minutes et 13,4 secondes) et la direction de l'axe de rotation. Ils ont pu obtenir des indices précis sur sa composition,
, tandis que les observations dans l'infrarouge ont révélé la présence à la surface d'un composé similaire à celui du régolithe lunaire.
Le 23 janvier 1975, a été également observé depuis les États-Unis l'occultation par Éros de l'étoile κ Geminorum (de magnitude 3,73), la seule dont on possède un dossier historique.
Dans les années 1980 et 1990, Éros a fait l'objet d'observations radar destinées à déterminer plus précisément sa taille, sa forme et, plus généralement, de rassembler autant d'informations que possible dans la perspective de la mission de la NASA Near Earth Asteroid Rendezvous dont le lancement était projeté en 1996.
En janvier 2012, Éros est passé à nouveau dans le voisinage de la Terre, atteignant une distance comparable à celle observée en 1931, et a fait l'objet à cette occasion de nouvelles observations.

### Missions spatiales

Une autre animation de rotation de 433 Éros.

En 1996, la NASA a lancé la sonde Near Earth Asteroid Rendezvous, plus tard rebaptisée NEAR Shoemaker, qui fut développée pour mener à bien l'étude approfondie d'un astéroïde géocroiseur. Selon les spécifications de conception, les contraintes du delta-v de la fusée imposèrent des manœuvres orbitales qui plaçaient le survol d'Éros à la limite de la faisabilité, c'est pourquoi d'autres cibles plus proches de la Terre furent un temps préférées comme (1943) Antéros, (3361) Orphée ou (4660) Nérée. La visite d'Éros fut considérée plus intéressante et donc réalisée grâce à la mise en place d'un plan de vol approprié — calculé par Robert W. Farquhar — et qui prévoyait une manœuvre de fronde gravitationnelle avec la Terre et le survol de l'astéroïde (253) Mathilde de la ceinture principale.
La mission risqua malgré tout l'échec, lorsqu'au moment de la première manœuvre de rendez-vous, une fois arrivée à destination, près d'Éros, une défaillance survint dans le contrôle d'attitude de la sonde qui conduisit à une perte de contact durant 27 heures. Cela eut pour conséquence de retarder d'environ 1 an le rendez-vous avec Éros, prévu initialement le 14 février 2000, date à laquelle le vaisseau spatial devait entrer en orbite autour de l'astéroïde.
NEAR Shoemaker a gravité autour d'Éros, décrivant progressivement des orbites de plus en plus rapprochées, jusqu'à effectuer des cercles de 35 km de rayon — à la fois sur le plan polaire de l'astéroïde, et sur les plans équatoriaux — les survols et les rase-mottes atteignant une distance minimale de 2 à 3 km de la surface. La cartographie de la surface et l'identification des formations géologiques ont permis des mesures gravimétriques et l'analyse de la composition de l'astéroïde par les spectromètres infrarouge et rayons X. Le 12 février 2001, soit deux jours avant la fin de la mission initialement prévue, une descente contrôlée sur la surface a été tentée, elle prit fin avec l'atterrissage de la sonde dans le voisinage du cratère Himéros — situé à proximité de la « selle » de l'astéroïde. À la surprise des contrôleurs de la mission, la sonde s'est montrée encore opérationnelle durant les seize jours qui suivirent et ils purent réaliser des mesures sur la composition du sol du site d'atterrissage avec le spectromètre à rayons gamma, mesures inefficaces dans les observations faites en orbite. La mission prit fin le 28 février suivant.

## Paramètres de l'orbite et de rotation

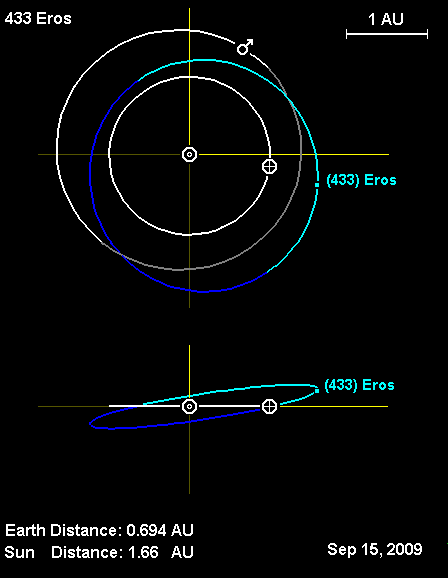
L'orbite de 433 Éros, comparée à celle de la Terre et Mars.

L'astéroïde Éros orbite à une distance moyenne du soleil de 217,5 millions de km, ce qui équivaut à environ 1,5 UA et termine une révolution complète autour de notre étoile en 643,246 jours, soit 1,76 an. L'orbite est inclinée de 10.830° par rapport au plan de l'écliptique ; à cause de son excentricité égale à 0,223, la distance entre la planète et le Soleil varie d'environ 276 000 000 km entre les deux absides : le périhélie, c'est-à-dire le point de l'orbite le plus proche du Soleil, est à 1,113 UA de notre étoile, tandis que l'aphélie, le point de l'orbite de distance maximale au Soleil est de 1,783 UA. L'orbite d’Éros est donc toujours à l'extérieur de l'orbite de la Terre — décrivant donc l'orbite typique d'un astéroïde Amor —, il croise également l'orbite de Mars. La distance minimale entre l'orbite d'Éros et celle de la Terre (en anglais Minimum Orbit Intersection Distance ou MOID) est égale à 0,148532 UA. Cette valeur a été réalisée en 1975 et sera à nouveau calculée en 2056 lors de la prochaine approche d'Éros de notre planète.
Un objet peut rester sur l'orbite que parcourt Éros pendant dix millions d'années, avant qu'il ne soit perturbé par des interactions gravitationnelles avec les planètes du système solaire. Les simulations réalisées par Patrick Michel et ses collègues suggèrent qu'Éros peut devenir un astéroïde géocroiseur de type Aton ou Apollon (qui croisent l'orbite de la Terre) d'ici deux millions d'années et il a été calculé une probabilité non nulle qu'Éros entre finalement en collision avec notre planète.
Éros complète une rotation en 5,27 heures; son axe de rotation incliné de 89° par rapport au plan de son orbite est soumis à un mouvement de nutation qui génère des oscillations qui atteignent 55" (à titre de comparaison, l'amplitude de la nutation de la Terre est de l'ordre de 2") dans la direction perpendiculaire au plan orbital ; le mouvement de précession dont il est sujet est cependant de 2,84" par an.

## Formation
Plusieurs indices indiquent qu’Éros est le fragment d'un corps céleste préexistant. Il est également peu probable qu'il se soit formé au voisinage de son orbite, car la population des objets géocroiseurs (NEO) est instable sur des périodes de plus de dix millions d'années. Cependant, selon les modèles de formation du système solaire, il pourrait s'être formé dans la partie intérieure de la ceinture principale, dominée par des astéroïdes de type S, qui partagent sa composition. Éros a pu quitter la ceinture principale il y a environ 16 millions d'années. Certains astronomes italiens pensent qu'ils ont identifié — à partir de l'étude de la dynamique orbitale et des analyses spectroscopiques — la famille de Maria qui se composerait des autres fragments du corps parent d'Éros.
Sur Éros, la présence d'un champ magnétique n'a pas été détectée ; s'il existe, il doit être inférieur à la limite de sensibilité du magnétomètre embarqué à bord de la sonde NEAR Shoemaker : 4 nT. Ceci pourrait être expliqué par le fait que l'astéroïde, dans son processus de formation, ne serait jamais passé par une phase liquide.

## Caractéristiques chimiques et physiques

### Masse et taille

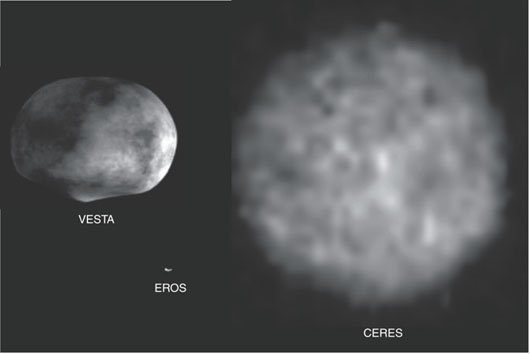
Comparaison de la taille de Vesta, Cérès et Éros.

L'astéroïde Éros est le deuxième géocroiseur en taille après (1036) Ganymède. Il a une forme irrégulière et ressemble à une énorme banane vu dans le prolongement de ses pôles, ou encore à une cacahuète, en raison du rétrécissement de sa zone centrale, appelée « selle » (saddle en anglais). Il peut être décrit de façon approximative par un ellipsoïde de dimensions 34,4 × 11,2 × 11,2 km, ce qui correspond à un diamètre moyen de 16,84 ± 0,06 km. Il occupe un volume d'environ 2 500 km3 et sa surface couvre environ 1 125 km2.
Des mesures radiométriques effectuées au cours de la mission NEAR Shoemaker ont permis de déterminer avec précision la masse d'Éros, égale à 6,687 ± 0,003 × 1015 kg, soit environ un dix-millionième de la masse lunaire. En comparant cette valeur avec son volume, on obtient une densité de 2 670 ± 30 kg/m3, proche de celle de la croûte terrestre. Parce que l'objet n'a pas une forme sphérique, la gravité à sa surface varie d'un point à un autre de 2,1 à 5,5 mm/s2 ; Dans les faits, cela dépend de la distance du point local au centre de gravité de l'astéroïde. La vitesse d'échappement de la surface — liée à la valeur de l'accélération de la pesanteur et à la valeur locale de l'accélération centripète en fonction du mouvement de rotation de l'astéroïde — peut varier de 3,1 à 17,2 m/s.

### Composition

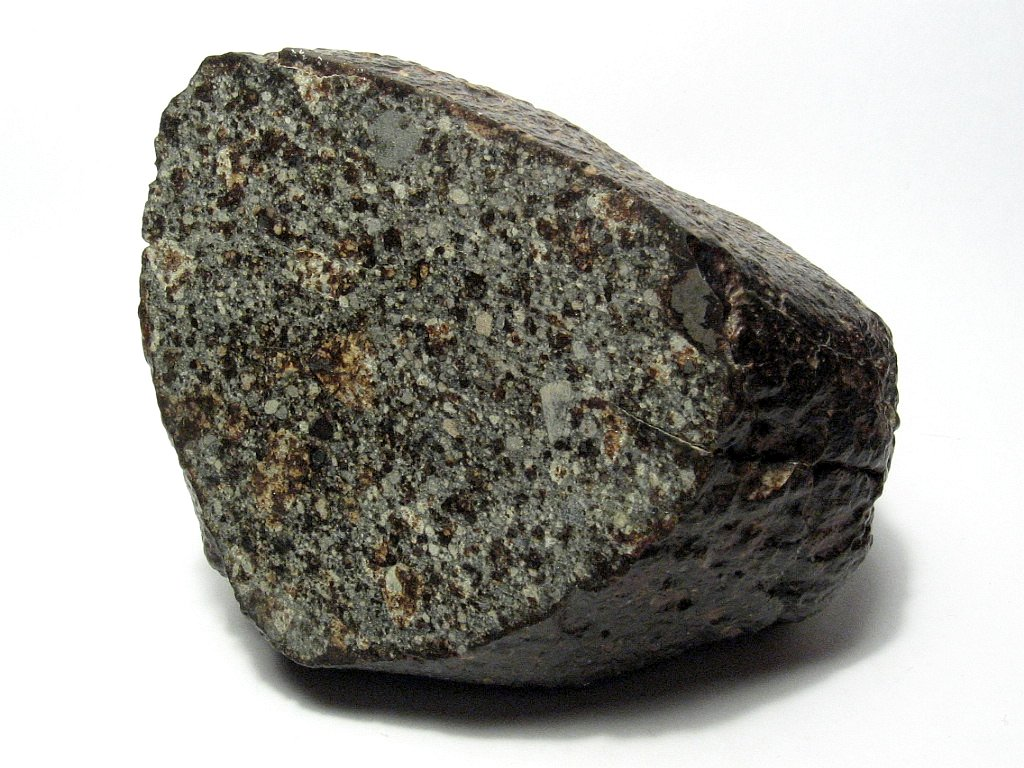
Un fragment de la météorite NWA 869, une chondrite ordinaire.

Spectroscopiquement, Éros peut être classé comme astéroïde de type S (IV),, où le IV est un indicateur (dans une échelle allant de I à VII présentée par Gaffey et al. en 1993) du contenu en olivine et en orthopyroxène présents sur la surface. En particulier, les astéroïdes du groupe IV ont une grande variabilité dans la relation entre l'olivine et l'orthopyroxène pauvre en calcium (silicate de fer), et sont associés aux chondrites ordinaires. Dans le cas spécifique d'Éros, les observations infrarouges effectuées à partir de la Terre ont amené à penser que la composition de l'astéroïde était plutôt riche en olivine et présentait des caractéristiques empruntées aux astéroïdes de type S (II), tandis qu'une autre partie de l'astéroïde serait riche en pyroxène, avec des caractéristiques semblables à celles des astéroïdes de type S (V). La classification spectrale d'Éros mettrait donc en évidence un équilibre entre les deux types de surface.
Les observations réalisées avec le spectrographe infrarouge (NIS) à bord de la sonde NEAR Shoemaker ont détecté une plus grande uniformité dans la composition de la surface, à quelques exceptions en particulier autour des zones proches des cratères d'impact. Le spectre collecté par l'instrument montre deux bandes d'absorption majeures dans le voisinage de 1 et 2 μm, qui ont été associées à la présence de minéraux mafiques tels que l'olivine et le pyroxène, avec une abondance mesurée comme le rapport entre l'orthopyroxène (opx) et l'olivine plus orthopyroxène (ol + opx) de 42 ± 4 %. Les chercheurs, cependant, croient qu'ils peuvent distinguer la présence d'au moins trois autres éléments minéraux, dont un seul caractérisé par suffisamment de données pour être identifié. Il a été suggéré la présence de clinopyroxène riche en calcium, sous forme de diopside ou d'augite, que l'on retrouve également dans les chondrites de type H, L et LL avec des pourcentages de 12, 17 et 19 % respectivement. Une amélioration de la connaissance de la composition d'Éros ira de pair avec une meilleure compréhension du fonctionnement de l'instrument utilisé et, par conséquent, un meilleur calibrage des données collectées.
| Rapport d'abondance | XRS           | GRS  | Chondrite ordinaire      |
| ------------------- | ------------- | ---- | ------------------------ |
| Mg/Si               | 0,85 ± 0,11   | 0,75 | 0,80                     |
| Al/Si               | 0,068 ± 0,022 | -    | 0,064                    |
| S/Si                | < 0,05        | -    | 0,11                     |
| Ca/Si               | 0,077 ± 0,006 | -    | 0,071                    |
| Fe/Si               | 1,65 ± 0,27   | 0,80 | 1,0 (LL) 1,2 (L) 1,6 (H) |
| Fe/O                | -             | 0,28 | 0,5 ÷ 0,8                |
| Si/O                | -             | 0,61 | 0,5                      |
| K (Poids %)         | -             | 0,07 | 0,08                     |

NEAR Shoemaker a également recueilli des données sur la composition élémentaire d'Éros à travers les spectromètres à rayons X et gamma. Estimée comme le rapport élémentaire par rapport au silicium, les mesures réalisées sur toute la surface à travers le spectromètre à rayons X (PAE) ont donné des résultats analogues à certains égards à la composition des chondrites ordinaires (sur les valeurs Fe/Si, Al/Si et Mg/Si), mais avec une quantité mineure de soufre. On ne peut pas savoir si cela est limité à l'étude sur une douzaine de μm sous la surface (correspondant à la puissance de pénétration de l'instrument) ou s'il en reste encore à l'intérieur de l'astéroïde. Le spectromètre à rayons gamma (GRS) a fourni des données uniquement valables lorsque la sonde est posée sur la surface, après que sa portée a été surestimée. Les mesures sont donc limitées à environ un mètre cube d'Éros. L'instrument détecte des valeurs d'abondance en potassium et des rapports Mg/Si et Si/O comparables à ceux mesurés dans les chondrites, mais avec une faible teneur en fer dans le rapport Fe/Si et le rapport Fe/O.
Un premier problème posé par ces données est lié à l'insuffisance de soufre à la surface. Il a été proposé au moins trois mécanismes qui peuvent le justifier, le plus probable est que l'élément se serait perdu dans l'espace en raison du bombardement en rayonnement et en micrométéorites subi à sa surface (space weathering). L'autre question ouverte est la différence dans le rapport Fe/Si mesurée par les deux instruments ; l'hypothèse la plus probable est qu'il découle d'une séparation du fer des silicates dans le régolithe. Dans l'ensemble, enfin, les observations ne permettent pas d'associer Éros à une sous-classe spécifique de chondrites ordinaires et des doutes quant à la représentation effective du régolithe sur la composition globale de l'astéroïde demeure.
Il a été supposé qu'Éros puisse contenir des quantités plus élevées en or, argent, zinc, aluminium et en autres métaux que ce qui a été détecté, plus élevées même que ce qui pourrait être extrait des couches les plus superficielles de la croûte terrestre.

### La structure interne

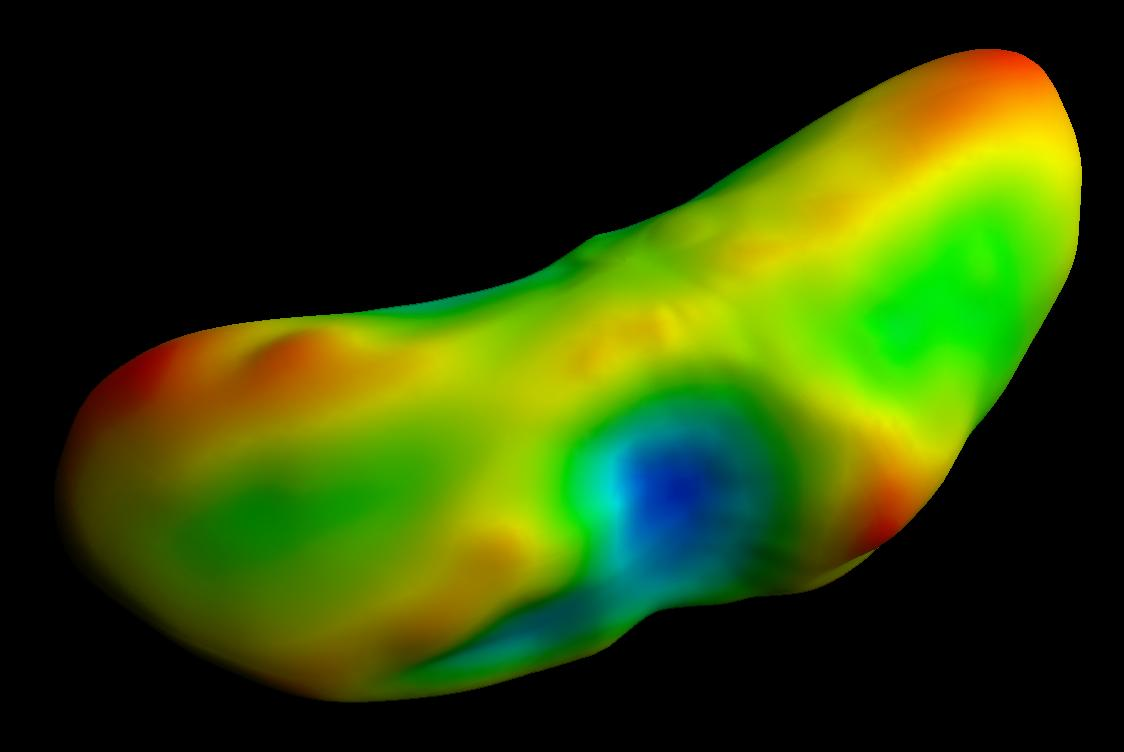
Carte topographique d'Éros qui tient également compte de l'étendue locale de la gravité. En rouge les zones les plus élevées, les plus basses en bleu.

Éros est un corps de structure interne sensiblement uniforme, comme le suggère la distribution de son champ de gravité et le fait que son centre de gravité coïncide pratiquement avec le centre de son volume. Cependant, il présente une densité légèrement inférieure à celle de chondrite ordinaire (CO) — avec une moyenne de 3 400 kg/m3 — et cela suggère qu'il présente une porosité macroscopique significative, estimée à une valeur entre 21 % et 33 %. Cela serait cohérent avec une histoire faite d'impacts qui auraient fortement fracturé l'astéroïde sans le détruire. Sur la surface, il est possible d'identifier les structures qui montrent une densité de matière élevée ; les morceaux seraient alors restés largement en place ou n'auraient subi que de faibles déplacements qui auraient pu conduire à la création de cavités internes,.
Buczkowski et ses collègues ont soutenu en 2008 qu'il était possible de lire une histoire différente à partir d'éléments de la surface des deux extrémités d’Éros et ont suggéré que l'astéroïde était composé de deux parties en contact. La création d'une base de données détaillée des caractéristiques de la surface d'Éros a conduit les auteurs à revoir leurs hypothèses en 2009, l'objet ayant des structures identifiées présentes sur les deux extrémités de l'astéroïde, il serait pertinent de soutenir l'idée qu'Éros est un objet compact.
Enfin, R. Greenberg estime qu'il est possible d'identifier parallèlement à la formation Hinks Dorsum — auparavant reconnu comme une faille compressive — une veine de roches qui serait un point fort de la structure interne de l'astéroïde, qui peut avoir son origine dans le corps parent d'Éros qui se serait ensuite maintenu, résistant à l'action érosive des impacts. Une telle structure pourrait être à l'origine de la forme allongée de l'astéroïde.

## Surface

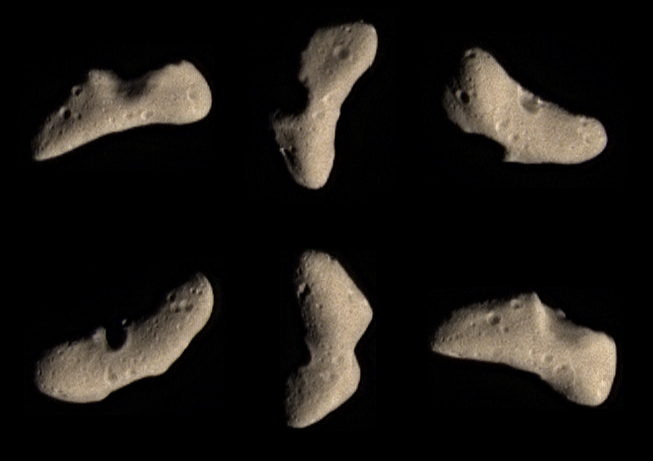
La surface d'Éros vue approximativement par l'œil humain.

Les formes proéminentes à la surface d'Éros sont trois cratères d'impact. Le plus important, Himéros, a un diamètre d'environ 11 km et une profondeur de 1,5 km et est situé sur le côté convexe de l'astéroïde. Sur son bord sud-ouest, il recouvre le cratère Charlois, qui fait environ 7 km de diamètre et quelques centaines de mètres de profondeur, bien plus jeune que le premier cratère. À l'intérieur se trouve une couche de régolithe non consolidée, relativement profonde. Enfin, sur le côté concave se trouve le cratère Psyché d'environ 5 km de diamètre et d'1 km de profondeur. Le cratère est ancien parce que sur sa crète se trouvent quatre cratères d'environ 1 km de diamètre chacun et, parce qu'il contient des matériaux éjectés par l'impact qui a généré la formation Charlois Regio, il est nécessairement antérieur à celle-ci. Cependant, on ne peut pas déterminer s'il est antérieur ou postérieur temporellement à Himéros, parce que leurs surfaces ne sont pas de taille suffisamment représentative pour constituer un échantillon statistiquement significatif.
En approfondissant le relevé à une résolution plus élevée (entre 1 km et 100 m), on distingue sur la surface des cratères chevauchant des crêtes et des stries. La formation Hinks Dorsum, en particulier, se prolonge sur 18 km dans l'hémisphère nord et pourrait être la manifestation d'une faille très étendue qui trouve un prolongement dans la formation Callisto Fossae, sur le côté opposé de l'astéroïde. Comme déjà évoqué, R. Greenberg interprète cela comme la caractéristique d'une force de cohésion du corps et non comme une faiblesse de l'astéroïde.

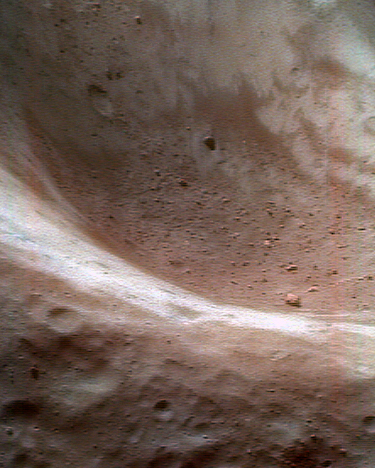
Image en fausse couleur composite obtenue avec la caméra multi-spectrale qui montre les propriétés du régolithe trouvé sur Éros.

Le nombre de cratères de petite taille (moins de 100-200 m) est de manière significative plus faible que ce qui est théoriquement prévu, similairement à ce que l'on trouve sur la lune de Mars, Phobos et sur les hauts plateaux lunaires. Il a été suggéré que cela puisse être la résultante d'un mouvement du régolithe — provoqué par l'inclinaison de la surface ou par les ondes sismiques générées par les événements d'impact — qui effaceraient les traces des impacts de petite taille. On pense, en particulier, avoir identifié l'impact qui a donné lieu à la formation Charlois Regio comme étant la cause de l'absence de petits cratères (de diamètres inférieurs à 500 m) sur différentes zones correspondant à globalement 40 % de la surface de l'astéroïde. La dégradation de la surface est censée avoir été causée par l'énergie sismique, créée par l'impact et disséminée à travers tout le corps de l'astéroïde via des ondes de type sismique. Ces perturbations sont responsables de la chute de la petite structure existante à 9 km de distance en ligne directe du point d'impact. La grande étendue de la surface apparemment affectée par ce phénomène s'explique également par la forme irrégulière de l'astéroïde qui amplifie l'effet déjà important pour un objet sphérique : les points de la surface, même diamétralement opposés, avec une distance calculée en surface en grande partie supérieure à 9 km, peut être, en distance linéaire, au-dessous de cette limite. Le résultat global est une distribution non homogène de la densité du cratère en surface. Le même impact aurait dû générer la plupart des roches étalées à la surface de l'astéroïde. Cette génération a été expliquée par l'emplacement particulier de l'impact, qui s'est produit sur le bord d'un autre grand cratère et qui a pu atteindre les couches plus profondes de l'astéroïde.
Sous les 50 m, enfin, les rochers et les structures associées au transport du régolithe dominent la morphologie de la surface,. Cependant, ils ne permettent pas de détecter la moindre trace d'affleurement des roches du substrat interne.

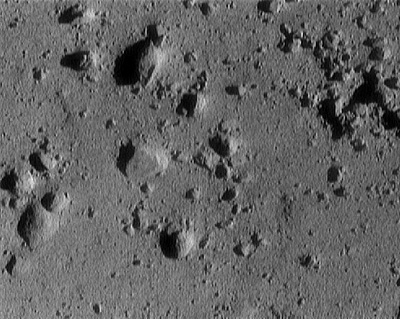
Régolithe sur (433) Éros, photographié lors de la phase finale de l'atterrissage de la sonde NEAR Shoemaker sur l'astéroïde.

La couche de régolithe à la surface paraîtrait remarquablement uniforme et de couleur brun doré à un œil humain. Les principales anomalies de coloration seraient représentées par deux types de dépôts, chacune caractérisée par des valeurs élevées de l'albédo, identifiées sur les parois abruptes de certains grands cratères et interprétées comme des affleurements du matériau composant le substrat interne moins altéré par l'usure de l'espace (exposé à la suite de phénomènes de glissement de la couche de surface) ; l'autre, ledit bassin (étangs), horizontal et à la surface polie, présentant une composante de couleur bleuâtre plus intense que le terrain environnant. Ce dernier serait produit à partir de matériaux fins qui seraient venus combler les cratères existants, pour se stabiliser de façon équipotente sur la surface. Il faudrait une profondeur de 20 cm pour donner les caractéristiques observées. La couleur bleue peut être le résultat de la taille des grains, mais aussi de la séparation du fer des silicates. L'étang serait composé principalement de silicates, tandis que le fer aurait atteint une position d'équilibre à une plus grande profondeur. Cela pourrait aussi expliquer les conclusions de la GRS, puisque NEAR Shoemaker a atterri juste à côté d'un étang. Il a été suggéré que le matériau qui forme l'étang viendrait de l'intérieur de l'astéroïde, ou — selon l'hypothèse la plus récente — puisse être dérivé de l'altération des roches provoquée par les cycles thermiques. Il est possible que dans les zones directement éclairées par les rayons du soleil, le sol atteigne au périhélie une température de surface de 100 °C ; tandis que les mesures effectuées pendant les heures de nuit ont indiqué une température proche de −150 °C. La gamme de température quotidienne serait comprise entre 10 et 100 °C.
La couche de régolithe atteint une épaisseur supérieure à au moins 10 m, mais sur quelques points, elle pourrait atteindre jusqu'à 100 m,. Cela suppose qu'il existe une interface nette entre le régolithe lui-même et une couche plus profonde faite de roche compacte.

## Éros dans la culture
Quand Éros fut découvert, la distinction entre les planètes et les astéroïdes (planètes mineures ou planétoïdes) avait déjà été introduite. Néanmoins, ses particularités ont attiré l'attention de la communauté scientifique et du public : en effet, Éros fut non seulement le premier objet découvert entre la Terre et Mars, mais ses approches de la Terre se faisaient périodiquement à l'image des comètes.
Il est probable qu’Éros soit, après Cérès, le deuxième astéroïde le plus mentionné dans les œuvres de fictions littéraires et scientifiques.
L'astéroïde apparaît pour la première fois dans une œuvre de fiction dans le roman de langue anglaise Our Distant Cousins (1929) de l'auteur irlandais Lord Dunsany, dans lequel l'aventure d'un aviateur se termine sur l'astéroïde après une erreur de navigation lors de son voyage retour de Mars ; Éros est un monde vivant, couvert de forêts et habité par des animaux semblables à ceux de la Terre, mais de très petites tailles. Le lieu de l'action de la bande dessinée On the Planetoid Eros de la série Buck Rogers est Éros, elle est publiée pour la première fois entre le 17 août et le 2 décembre 1931, aux États-Unis.
En 1933, le futur physicien Freeman Dyson, alors âgé de neuf ans, a écrit l'histoire inachevée de Sir Phillip Robert's Erolunar Collision, dans lequel il imagine une expédition sur la Lune pour observer la collision de l'astéroïde Éros avec le satellite. Le thème de la collision pouvant se reproduire par la suite. Ainsi, c'est dans l'épisode Visitors from Outer Space de la série Space Angel (en), qu'Éros apparaît pour la première fois à la télévision en 1962 ; on le trouve ensuite dans Superman vs The Flash LCE publié entre octobre et novembre 1976 par DC Comics ; dans le téléfilm de 1997 Asteroid, réalisé par Bradford May, et dans le roman de Stephen Baxter Evolution 2003.
On trouve également la situation, commune à d'autres astéroïdes, où Éros est un vaisseau spatial extraterrestre — cela se passe dans la série de six romans Dig Allen Space Explorer (1959-1962) par Joseph Greene — ou encore Éros se transforme en vaisseau spatial, comme dans le roman La ville des Aztèques (Captive univers, 1969) d'Harry Harrison où l'astéroïde est transformé en un navire générationnel.
Dans l'épisode La fille d'Éros (1969), la bande dessinée britannique de Jeff Hawke, l'astéroïde est le siège d'un avant-poste d'envahisseurs potentiellement hostiles qui, pour rester incognito, réussissent avec des méthodes sournoises à faire annuler une mission terrestre.
Dans le roman La Stratégie Ender (1985) d'Orson Scott Card, l'école de commandement est située sur Éros, transformée par les extra-terrestres nommés Doryphores contre lesquels l'Humanité a longtemps été en guerre ; tandis que dans l'intrigue Wetware (Vacuum Flowers, 1987), Michael Swanwick, Éros est entouré d'un essaim de stations spatiales.
Éros apparaît dans la série télévisée américaine The Expanse. C'est une colonie humaine habitée par les « Ceinturiens », des humains qui vivent dans la ceinture d'astéroïdes.